# Église Sainte-Marguerite de Vauxtin
L'église Sainte-Marguerite est une église située à Vauxtin, dans le département de l'Aisne, en France.

## Localisation
L'église est située sur la commune de Vauxtin, dans le département de l'Aisne.